# Belgiens premiärminister

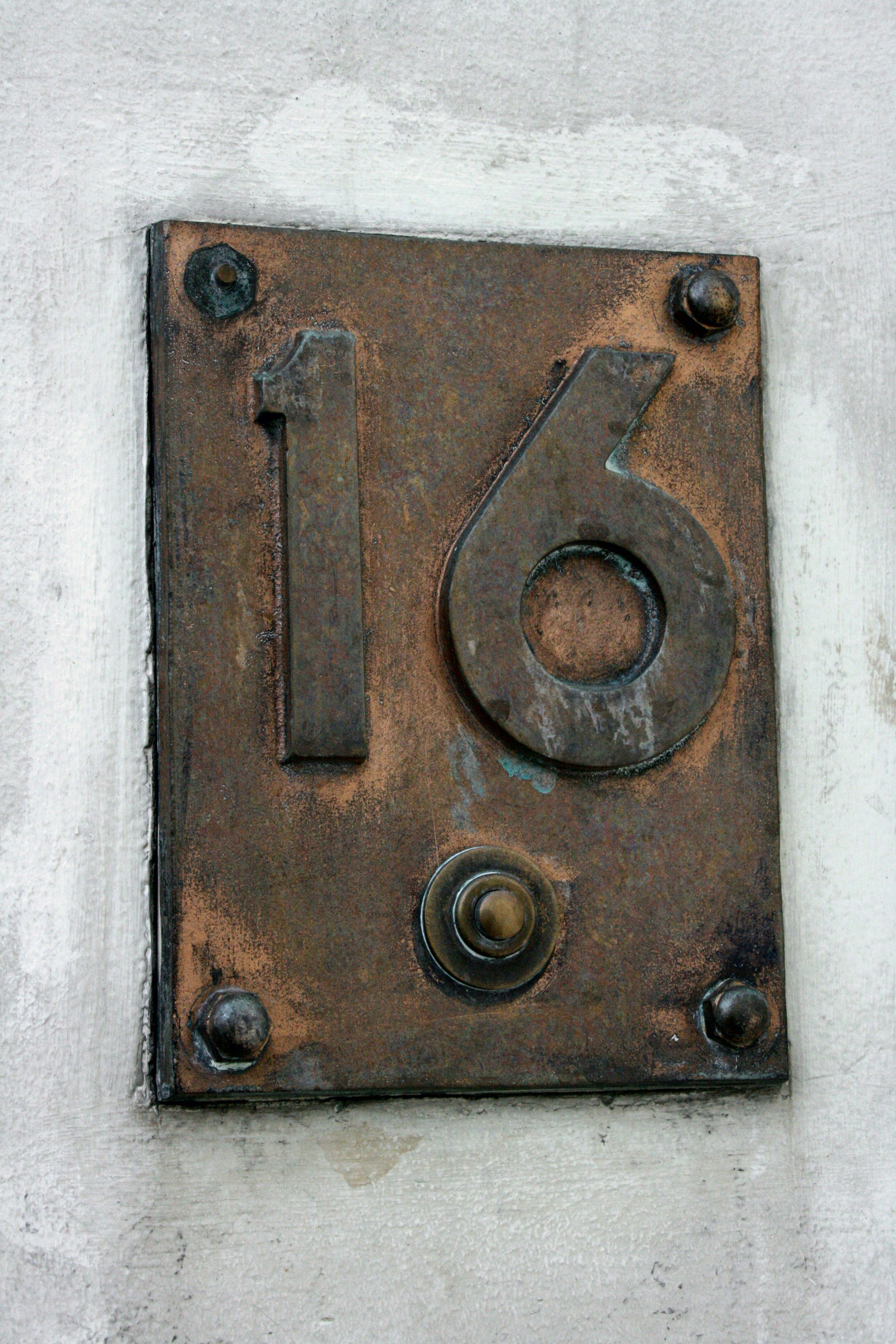
Wetstraat/Rue de la Loi 16 är Belgiens officiella premiärministerresidens.

Belgiens premiärminister (nederländska:eerste minister; franska: Premier ministre; tyska: Premierminister) är landets regeringschef och ämbetet inrättades den 26 februari 1831.
Fram till första världskrigets slut 1918 ledde konungen själv ofta regeringssammanträdena. Premiärministerposten under denna tid betecknades Chef du Cabinet (franska) respektive kabinetsleider (nederländska) och översattes till svenska ofta som konseljpresident, någon gång som ministerpresident. Det moderna premiärministerämbetet i Belgien räknas därför från och med Léon Delacroix regering 1918. Sedan dess har beteckningen varit premiärminister.

## Lista över regeringschefer sedan 1831
| Nr | Namn                                                     | Påbörjad mandatperiod | Slutförd mandatperiod | Politiskt parti |
| -- | -------------------------------------------------------- | --------------------- | --------------------- | --------------- |
| 1  | Albert Joseph Goblet d'Alviella                          | 26 februari 1831      | 23 mars 1831          | Katolik         |
| 2  | Etienne de Sauvage/Joseph Lebeau                         | 23 mars 1831          | 21 juli 1831          | Liberal         |
| 3  | Félix de Muelenaere                                      | 24 juli 1831          | 20 oktober 1832       | Katolik         |
| 4  | Albert Joseph Goblet d'Alviella/Charles Rogier           | 20 oktober 1832       | 4 augusti 1834        | Liberal         |
| 5  | Barthélémy de Theux de Meylandt                          | 4 augusti 1834        | 18 april 1840         | Katolik         |
| 6  | Joseph Lebeau                                            | 18 april 1840         | 13 april 1841         | Liberal         |
| 7  | Jean-Baptiste Nothomb                                    | 13 april 1841         | 30 juli 1845          | Liberal         |
| 8  | Sylvain Van de Weyer                                     | 30 juli 1845          | 31 mars 1846          | Liberal         |
| 9  | Barthélémy de Theux de Meylandt (2:a gången)             | 31 mars 1846          | 12 augusti 1847       | Katolik         |
| 10 | Charles Rogier (2:a gången)                              | 12 augusti 1847       | 31 oktober 1852       | Liberal         |
| 11 | Henri de Brouckère                                       | 31 oktober 1852       | 30 mars 1855          | Liberal         |
| 12 | Pierre de Decker                                         | 30 mars 1855          | 9 november 1857       | Katolik         |
| 13 | Charles Rogier (3:e gången)                              | 9 november 1857       | 3 januari 1868        | Liberal         |
| 14 | Walthère Frère-Orban                                     | 3 januari 1868        | 2 juli 1870           | Liberal         |
| 15 | Jules d'Anethan                                          | 2 juli 1870           | 7 december 1871       | Katolik         |
| 16 | Barthélémy de Theux de Meylandt (3:e gången)/Jules Malou | 7 december 1871       | 21 augusti 1874       | Katolik         |
| 17 | Jules Malou                                              | 21 augusti 1874       | 19 juni 1878          | Katolik         |
| 18 | Walthère Frère-Orban (2:a gången)                        | 19 juni 1878          | 16 juni 1884          | Liberal         |
| 19 | Jules Malou (2:a gången)                                 | 16 juni 1884          | 26 oktober 1884       | Katolik         |
| 20 | Auguste Beernaert                                        | 26 oktober 1884       | 26 mars 1894          | Katolik         |
| 21 | Jules de Burlet                                          | 26 mars 1894          | 25 februari 1896      | Katolik         |
| 22 | Paul de Smet de Naeyer                                   | 25 februari 1896      | 24 januari 1899       | Katolik         |
| 23 | Jules Vandenpeereboom                                    | 24 januari 1899       | 5 augusti 1899        | Katolik         |
| 24 | Paul de Smet de Naeyer (2:a gången)                      | 5 augusti 1899        | 2 maj 1907            | Katolik         |
| 25 | Jules de Trooz                                           | 2 maj 1907            | 31 december 1907      | Katolik         |
| 26 | François Schollaert                                      | 9 januari 1908        | 17 juni 1911          | Katolik         |
| 27 | Charles de Broqueville                                   | 17 juni 1911          | 1 juni 1918           | Katolik         |
| 28 | Gérard Cooreman                                          | 1 juni 1918           | 21 november 1918      | Katolik         |
| 29 | Léon Delacroix                                           | 21 november 1918      | 20 november 1920      | Katolik         |
| 30 | Henri Carton de Wiart                                    | 20 november 1920      | 16 december 1921      | Katolik         |
| 31 | Georges Theunis                                          | 16 december 1921      | 13 maj 1925           | Katolik         |
| 32 | Aloys Van de Vyvere                                      | 13 maj 1925           | 17 juni 1925          | Katolik         |
| 33 | Prosper Poullet                                          | 17 juni 1925          | 20 maj 1926           | Katolik         |
| 34 | Henri Jaspar                                             | 20 maj 1926           | 6 juni 1931           | Katolik         |
| 35 | Jules Renkin                                             | 6 juni 1931           | 22 oktober 1932       | Katolik         |
| 36 | Charles de Broqueville (2:a gången)                      | 22 oktober 1932       | 20 november 1934      | Katolik         |
| 37 | Georges Theunis (2:a gången)                             | 20 november 1934      | 25 mars 1935          | Katolik         |
| 38 | Paul Van Zeeland                                         | 25 mars 1935          | 24 november 1937      | Katolik         |
| 39 | Paul-Émile Janson                                        | 24 november 1937      | 15 maj 1938           | Liberal         |
| 40 | Paul-Henri Spaak                                         | 15 maj 1938           | 22 februari 1939      | Socialist       |
| 41 | Hubert Pierlot                                           | 22 februari 1939      | 12 februari 1945      | Katolik         |
| 42 | Achille Van Acker                                        | 12 februari 1945      | 13 mars 1946          | BSP-PSB         |
| 43 | Paul-Henri Spaak (2:a gången)                            | 13 mars 1946          | 31 mars 1946          | BSP-PSB         |
| 44 | Achille Van Acker (2:a gången)                           | 31 mars 1946          | 3 augusti 1946        | BSP-PSB         |
| 45 | Camille Huysmans                                         | 3 augusti 1946        | 20 mars 1947          | BSP-PSB         |
| 46 | Paul-Henri Spaak (3:e gången)                            | 20 mars 1947          | 11 augusti 1949       | BSP-PSB         |
| 47 | Gaston Eyskens                                           | 11 augusti 1949       | 8 juni 1950           | CVP-PSC         |
| 48 | Jean Duvieusart                                          | 8 juni 1950           | 16 augusti 1950       | CVP-PSC         |
| 49 | Joseph Pholien                                           | 16 augusti 1950       | 15 januari 1952       | CVP-PSC         |
| 50 | Jean Van Houtte                                          | 15 januari 1952       | 23 april 1954         | CVP-PSC         |
| 51 | Achille Van Acker (3:e gången)                           | 23 april 1954         | 26 juni 1958          | BSP-PSB         |
| 52 | Gaston Eyskens (2:a gången)                              | 26 juni 1958          | 25 april 1961         | CVP-PSC         |
| 53 | Théo Lefèvre                                             | 25 april 1961         | 28 juli 1965          | CVP-PSC         |
| 54 | Pierre Harmel                                            | 28 juli 1965          | 19 mars 1966          | CVP-PSC         |
| 55 | Paul Vanden Boeynants                                    | 19 mars 1966          | 17 juli 1968          | CVP-PSC         |
| 56 | Gaston Eyskens (3:e gången)                              | 17 juli 1968          | 26 januari 1973       | CVP             |
| 57 | Edmond Leburton                                          | 26 januari 1973       | 25 april 1974         | BSP-PSB         |
| 58 | Leo Tindemans                                            | 25 april 1974         | 20 oktober 1978       | CVP             |
| 59 | Paul Vanden Boeynants (2:a gången)                       | 20 oktober 1978       | 3 mars 1979           | PSC             |
| 60 | Wilfried Martens                                         | 3 mars 1979           | 31 mars 1981          | CVP             |
| 61 | Mark Eyskens                                             | 31 mars 1981          | 17 december 1981      | CVP             |
| 62 | Wilfried Martens (2:a gången)                            | 17 december 1981      | 7 mars 1992           | CVP             |
| 63 | Jean-Luc Dehaene                                         | 7 mars 1992           | 12 juli 1999          | CVP             |
| 64 | Guy Verhofstadt                                          | 12 juli 1999          | 20 mars 2008          | VLD             |
| 65 | Yves Leterme                                             | 20 mars 2008          | 30 december 2008      | CD&V            |
| 66 | Herman Van Rompuy                                        | 30 december 2008      | 25 november 2009      | CD&V            |
| 67 | Yves Leterme (2:a gången)                                | 25 november 2009      | 6 december 2011       | CD&V            |
| 68 | Elio Di Rupo                                             | 6 december 2011       | 11 oktober 2014       | PS              |
| 69 | Charles Michel                                           | 11 oktober 2014       | 27 oktober 2019       | MR              |
| 70 | Sophie Wilmès                                            | 27 oktober 2019       | 1 oktober 2020        | MR              |
| 71 | Alexander De Croo                                        | 1 oktober 2020        | 3 februari 2025       | VLD             |
| 72 | Bart De Wever                                            | 3 februari 2025       | nuvarande             | N-VA            |